# Polynoe microphtalma
Polynoe microphtalma är en ringmaskart som beskrevs av Louis Roule 1898. Polynoe microphtalma ingår i släktet Polynoe och familjen Polynoidae. Inga underarter finns listade i Catalogue of Life.